# 洪光明

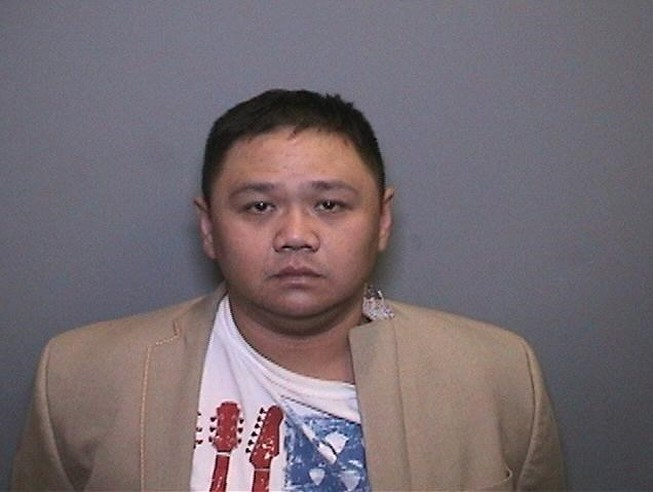
洪光明

洪光明（Hồng Quang Minh，藝名：Minh Béo，1977年12月27日—）籍贯越南前江省，是越南知名的喜剧演员。高中毕业后，洪光明瞒着家人考入电影舞台高等学院。读大学一年级时，受到电视台邀请，拍摄改良戏片。1999年，他在戏剧《Cưới Chạy》中饰演思高守（Tư Cao Thủ）获得群众舞台节最佳演员奖。2002年，加入富润舞台剧团。2013年末，洪光明正式在胡志明市第11郡第九坊平时路179号开张明肥明星舞台，从事组织表演各类杂技歌剧，短剧，少儿戏剧，公映电影，服务观众。

## 影视作品
- Lục Vân Tiên

- Sự mập trong Anh yêu em

- Người Bình Xuyên